# 泸定龙胆
泸定龙胆（学名：Gentiana ludingensis）是龙胆科龙胆属的植物，为中国的特有植物。分布在中国大陆的四川等地，生长于海拔2,300米至3,000米的地区，一般生于路旁、撩荒地上、林缘、灌丛中、河边草地、山坡草地和寺院附近，目前尚未由人工引种栽培。